# Grote of Sint-Bavokerk

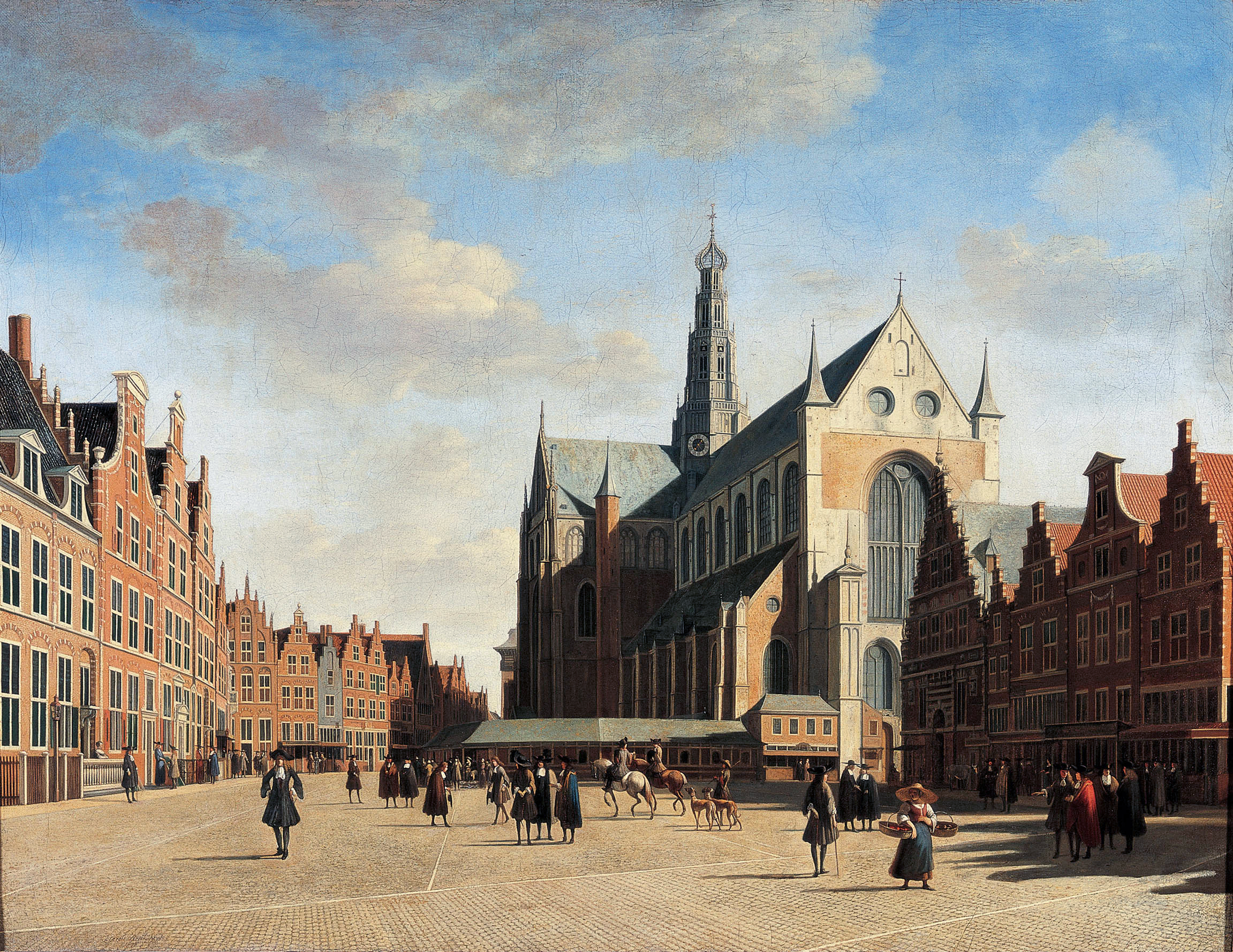
De Grote Markt in 1696, schilderij van Gerrit Adriaensz. Berckheyde

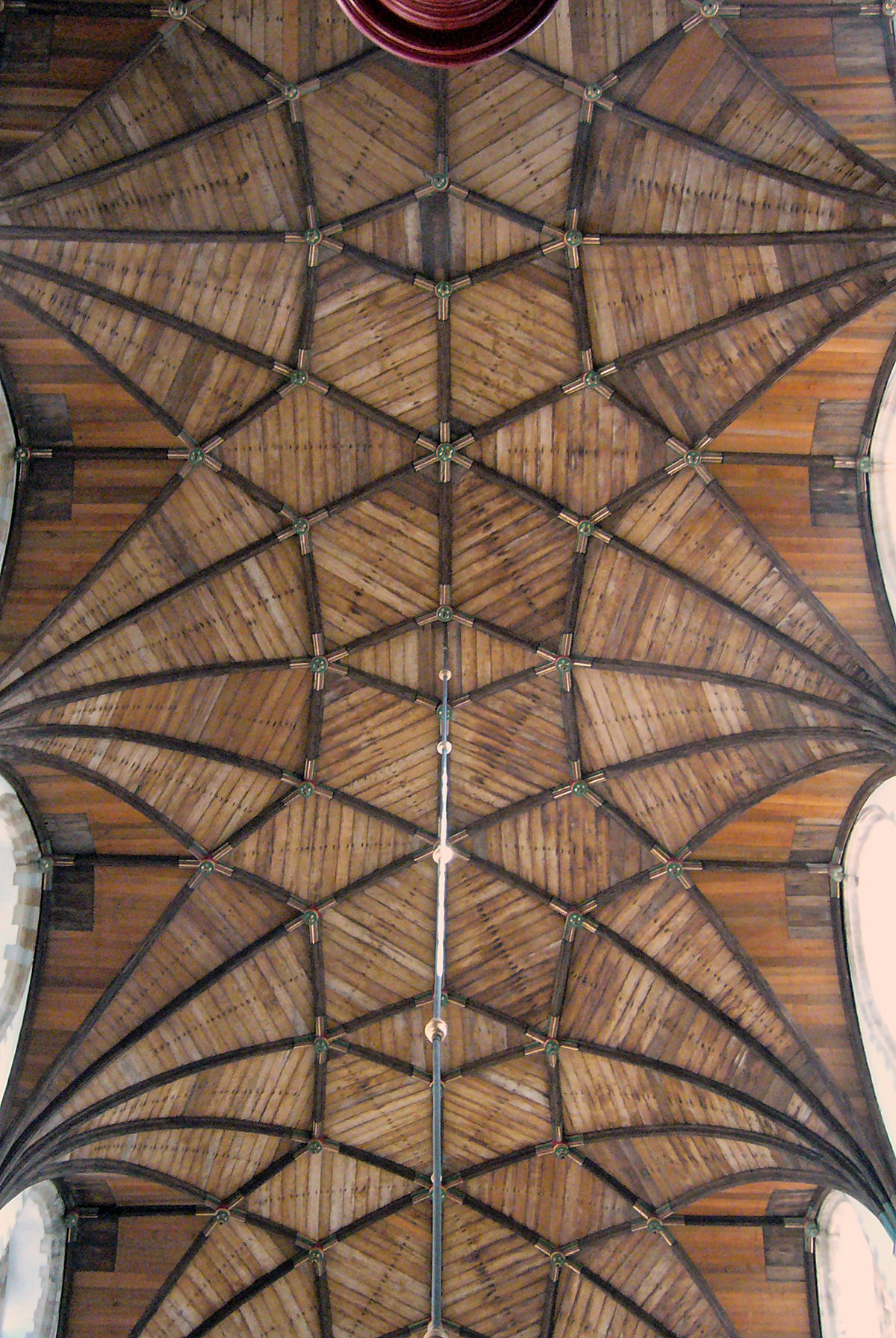
Houten gewelven in de Sint-Bavokerk

De Grote of Sint-Bavokerk (historisch Sint-Bavokathedraal) is een laatmiddeleeuws kerkgebouw in de Nederlandse stad Haarlem, gelegen aan de Grote Markt. Zij was tot de Reformatie gewijd aan Sint-Bavo. De middeleeuwse kruiskerk (bouwperiode 1370-1520), die midden in het oude centrum van de stad staat, is opgetrokken in de Brabants gotische bouwstijl. Op het kruis van transept en schip staat een ruim 78 meter hoge houten, met lood bedekte, laatgotische vieringtoren. De kerk behoort tot de 'Top 100 van de Rijksdienst voor de Monumentenzorg' uit 1990.
De kerk werd gebouwd voor de rooms-katholieke eredienst. In 1559 werd deze de kathedraal van het nieuw opgerichte bisdom Haarlem. Als gevolg van de Reformatie namen de protestanten in 1578 het bedehuis over. Op Sacramentsdag van dat jaar bestormden calvinisten de Sint-Bavo. Er werd geplunderd en vernield en er werd een priester gedood.

## Bouwgeschiedenis
De huidige kerk heeft verscheidene voorgangers gehad, zowel houten als stenen parochiekerken. In 1370 werd de laatste voorganger, een in romaanse stijl gebouwde parochiekerk, door een brand zwaar beschadigd. Deze kerk is toen grotendeels hersteld. Ook bouwde men een nieuw gotisch priesterkoor. Dit koor, dat omstreeks 1400 tot stand kwam, staat er nu nog steeds. De bouwmeester van dit koor was waarschijnlijk Meester Engelbrecht van Nijvel.
In 1429 werden de klokken uit de laatste voorganger van de Sint-Bavokerk in een groot houten vrijstaand klokhuis achter het koor van de kerk opgehangen.
In 1445 begon men onder leiding van de Brabantse architect Everaert Spoorwater aan de kruising en transepten, die rond 1500 werden voltooid. De betrokkenheid van de bekende Vlaamse bouwersfamilie Keldermans begon in 1462, toen Andries I Keldermans vier troonhemelen leverde boven beelden. In 1470 werd een overeenkomst gesloten met Godevaert de Bosser en Steven Elen om een schip aan de kerk toe te voegen. Een jaar later, in 1471, werd de oude parochiekerk afgebroken, waarna men met de bouw van het schip begon. In 1481 kwam het schip tot stand en twee jaar later de twee zijbeuken. In het plan van Spoorwater was ook een forse westtoren opgenomen, die echter nooit werd gebouwd. In 1490 leverde Matthijs II Keldermans stenen en stuc voor de welving van het zuider-portaal.
In 1502 maakte Cornelis de Wael, bouwmeester van de Dom van Utrecht, een ontwerp voor een vieringtoren, een Vlaams-Brabants element dat een unicum is in de noordelijke Nederlanden. De Wael stierf in 1505 en werd door Antoon I Keldermans opgevolgd, die ook zijn zoon Rombout II Keldermans inzette. Snel bleek dat de vier kruispijlers het gewicht van de stenen toren niet konden dragen. Daarom werd de toren van Antoon tussen 1514 en 1517 weer afgebroken. Lang werd verondersteld dat met het vrijgekomen bouwmateriaal een lantaarn op de romp van de toren van de Haarlemse Bakenesserkerk werd gebouwd. Deze veronderstelling is echter niet houdbaar gebleken.
Men besloot op de kruising van de kerk een 74 meter hoge, met lood bedekte, houten toren te bouwen, bestaande uit een open achtkant en bekroond door een open ui. Het ontwerp van deze lichtere toren was vermoedelijk van Michiel Bartssoen. Na zijn dood voltooide Jacob Symonsz. van Edam zijn werk. De bouw van de toren begon in 1518 en werd in 1520 voltooid.
Opmerkelijk is het ontbreken van de luchtbogen, terwijl de aanzetten wel aanwezig zijn. De bogen konden vervallen, omdat de geplande zware stenen gewelfconstructie uiteindelijk werd vervangen door een lichtere van hout. Waarschijnlijk durfden de bouwers het risico van een zware stenen constructie op de slappe, onbetrouwbare bodem niet aan. Een andere lezing is, dat de bekendheid met de scheepsbouw toentertijd heeft geleid tot dit aparte Hollandse kerkinterieur.
Hoewel de kerk door verschillende bouwmeesters is gebouwd, vertoont zij als geheel toch een eenheid van gotische stijl.

## Interieur
In 1529 begon men met de bouw van een netgewelf in het koor. Twee jaar later was de bouw voltooid. Tussen 1535 en 1538 werd onder leiding van Jacob Symonsz het schip van een houten netgewelf voorzien.
Voor de Reformatie stonden er vier biechtstoelen en behalve het hoofdaltaar in het koor nog tweeëndertig altaren. Deze werden op 6 maart 1573 door de Hervormden verwijderd.
Het interieur van de kerk werd op 29 mei 1578, Sacramentsdag, zwaar beschadigd door calvinisten, gesteund door de Staatse troepen. Daarbij werd ook de plebaan van de kerk gedood. De kerk werd veiligheidshalve door de stedelijke overheid gesloten en later aan de calvinisten overgedragen.
In de kerk liggen ongeveer vierhonderd grafstenen. In veel zerken zijn zogenaamde huismerken, eenvoudige merktekens of wapenschilden gebeiteld van de eigenaars van de graven. De nummers op de stenen staan in zogenaamde grafboeken geregistreerd. De namen van de begraven personen staan erin opgetekend. Onder het koor bevindt zich het graf van de schilder Frans Hals. Andere bekende personen die in de kerk begraven liggen, zijn de kerkschilder Pieter Saenredam en de schrijver Willem Bilderdijk, die als laatste in de kerk begraven werd.
Interessant zijn de 17e-eeuwse preekstoel met gotische verhuiving, de koorbanken (1512) met amusant houtsnijwerk, de koperen lezenaar met pelikaan (1499) en vooral het mooie koorhek met koperen maaswerk.

## Klokken

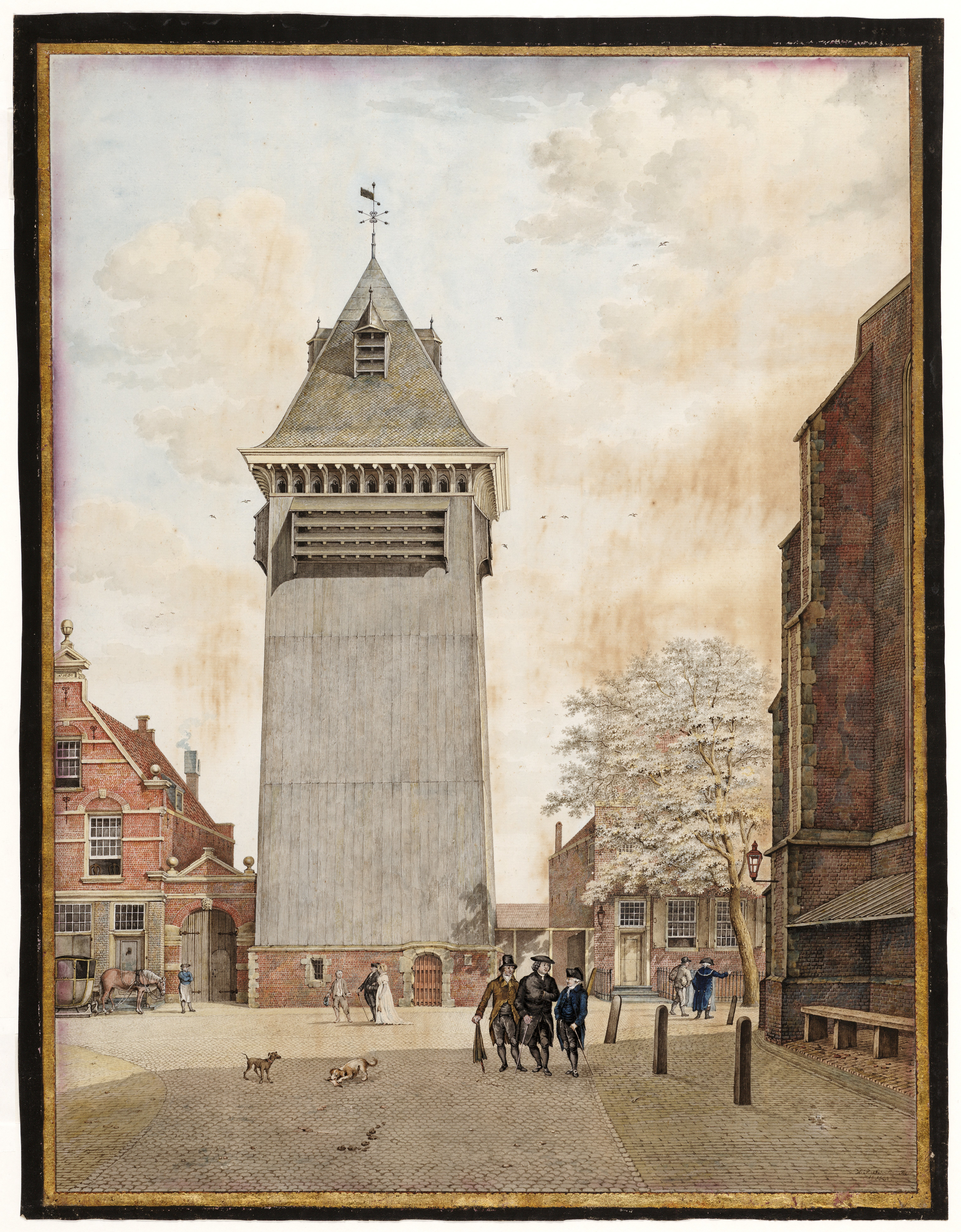
Het voormalige 'klokhuis' de houten klokkentoren achter de koorsluiting van de 'Grote Kerk'

In de vieringtoren hangt de klok Roeland van de Kamper klokkengieter Geert van Wou uit 1503. Het is de bourdon dwz. de zwaarste klok in de toren. Ze bezit toon A0, weegt ± 4900 kg en slaat de hele uren. Om de uurslag aan te kondigen werd er in 1524 een voorslag aangeschaft die in Mechelen werd gegoten door Cornelis Waghevens.
Het was op veel plaatsen in Holland gebruikelijk dat er ongeveer 10 tot 15 klokken werden gebruikt voor deze voorslag die in veel gevallen ook met de hand werd bespeeld. Omdat de middeleeuwse klokkengieters niet in staat waren de klokken helemaal zuiver te stemmen, zijn er veel klachten terug te vinden in de Haarlemse stadsarchieven; echter kwam er niet eerder dan in 1662 een klokkenspel van François Hemony uit Amsterdam, die een aanzienlijk groter klokkenspel voor de kerk maakte, namelijk 32 klokken. Het klokkenspel werd in 1670 nog uitgebreid tot 35 klokken door zijn broer Pieter Hemony.
Dit klokkenspel werd bij een restauratie in 1968 door Eijsbouts grotendeels vervangen en gelijk uitgebreid tot een concertbeiaard van 47 klokken. De reeks klokken is gestemd in de Middentoonstemming op basis Des1. De bij deze restauratie vrijgekomen 25 Hemonyklokken hangen sinds die tijd in de Bakenessertoren als tweede klokkenspel van Haarlem.
In 2010 waren de laatste werkzaamheden aan het carillon van de Grote Kerk om de bespeelbaarheid te verbeteren. Wekelijks wordt het carillon door de stadsbeiaardier bespeeld op de marktdag (maandag en vrijdag). Verder is er in de zomer op dinsdagavond voor de aanvang van de gemeentelijke orgelconcerten een carillonconcert dat meestal door gastbeiaardiers wordt gegeven. De stadsbeiaardier is ook verantwoordelijk voor het versteken van de speeltrommel die acht keer per uur de klokken laat klinken om de tijd aan te geven en de uurslag aan te kondigen. De nootjes (pinnen) op de speeltrommel worden tweemaal per jaar verstoken om nieuwe melodieën te realiseren. Rien Donkersloot is door de gemeente Haarlem aangesteld als stadsbeiaardier van Haarlem als opvolger van Bernard Winsemius.

### Damiaatjes
Volgens de "Legende van het Haarlemse schild", werden de twee klokken in de bovenste lantaarn van de toren tijdens de 'Vijfde Kruistocht' door Haarlemse strijders meegenomen uit Damiate en in de toren geplaatst. In werkelijkheid waren ze een geschenk van ene Johannes Dircks uit Aalst, als geschenk aan Nicolaas van Nieuwland, de bisschop van Haarlem in 1562. Sindsdien worden de twee klokken elke avond tussen negen uur en halftien geklept, oorspronkelijk als een signaal voor het sluiten van de stadspoorten. In 1732 werden de klokken die Piet en Hein worden genoemd, hergoten door Jan Albert de Grave, een klokkengieter uit Amsterdam. Ondanks dat Haarlem niet langer een vestingstad met stadspoorten is, werd de traditie van het dagelijkse kleppen in stand gehouden om de verovering van Damiate op 25 augustus 1219 te herdenken.

### Tegenwoordige klokkensituatie in de toren
Bourdon
- 1 door Geert van Wou 1503 (Roeland) A0

Beiaard
- 10 door François Hemony, 1661-1662 op basis des1
- 37 door Eijsbouts, 1968 op basis des1

Damiaatjes
- 2 door Jan Albert de Grave (Piet en Hein) 1732 bes2 en d3

Luidklokken
- 1 door Claude Fremy - c2 - 1686 (kermisklok)
- 1 door Pieter Hemony g2 - 1667
- 1 door Eijsbouts (als vervanging van een gescheurde klok van P. Hemony) a2 - 1965

## Orgel

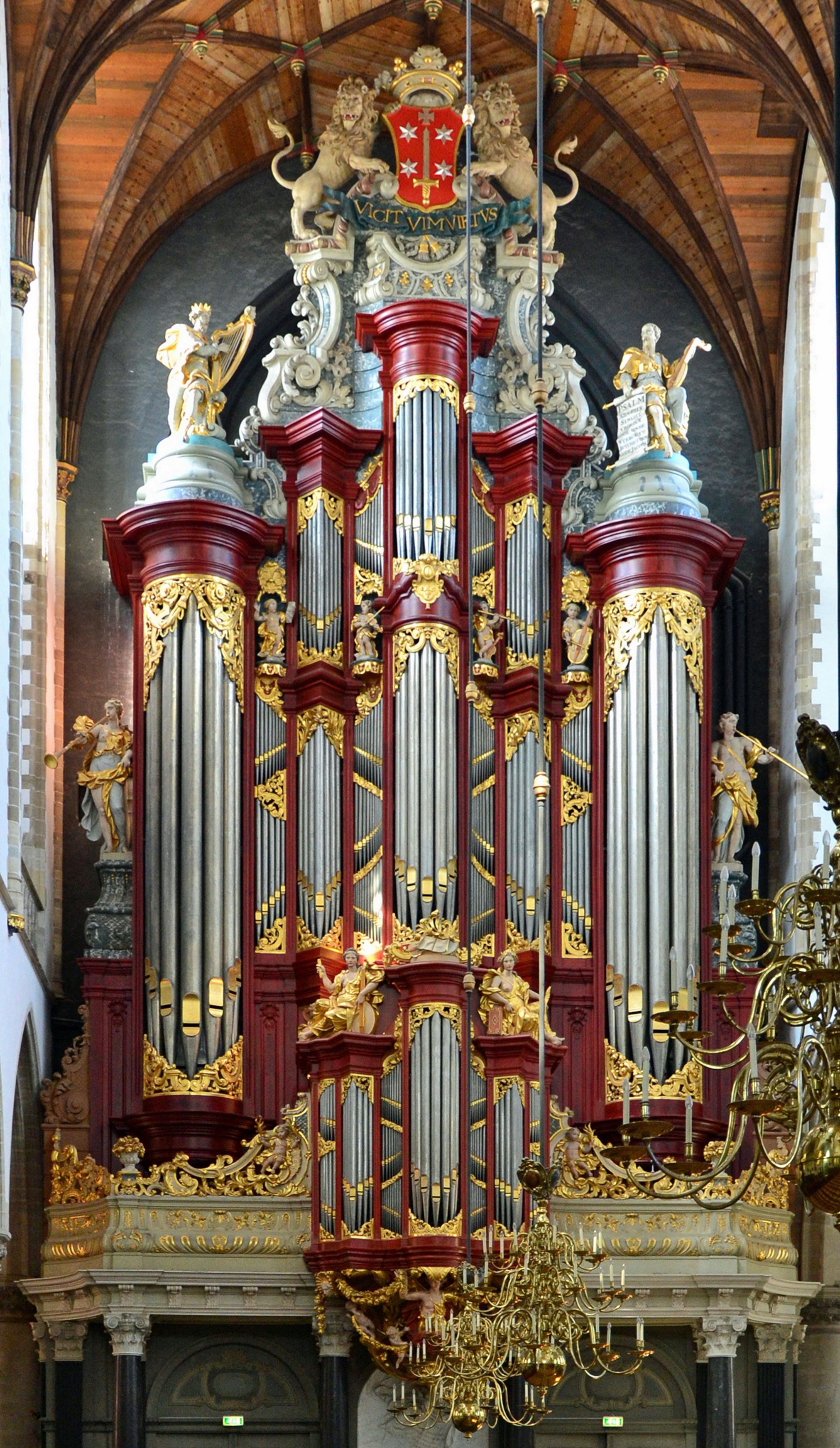
Sint-Bavokerk met Müllerorgel

Vanuit het schip van de kerk heeft men een prachtig uitzicht op het Müllerorgel, het gigantische pijporgel dat tussen 1735 en 1738 werd gebouwd door de uit Duitsland afkomstige Christian Müller. De met bladgoud versierde, houten orgelkast is gemaakt door Jan van Logteren. Bij zijn voltooiing was het orgel het grootste ter wereld. Het heeft 62 stemmen en ongeveer vijfduizend pijpen, de kleinste daarvan hebben het formaat van een potlood, de grootste zijn zevenendertig centimeter in doorsnede en ruim tien meter lang. Sinds 1990 is Jos van der Kooy stadsorganist. Anton Pauw bespeelt het orgel tijdens de kerkdiensten.
Op de hoek van de koorsluiting bevindt zich een klein koororgel.
Veel beroemde personen hebben op het Müllerorgel gespeeld, onder wie Mendelssohn, Händel en de tien jaar oude Mozart in 1766.

## Wetenswaardigheden

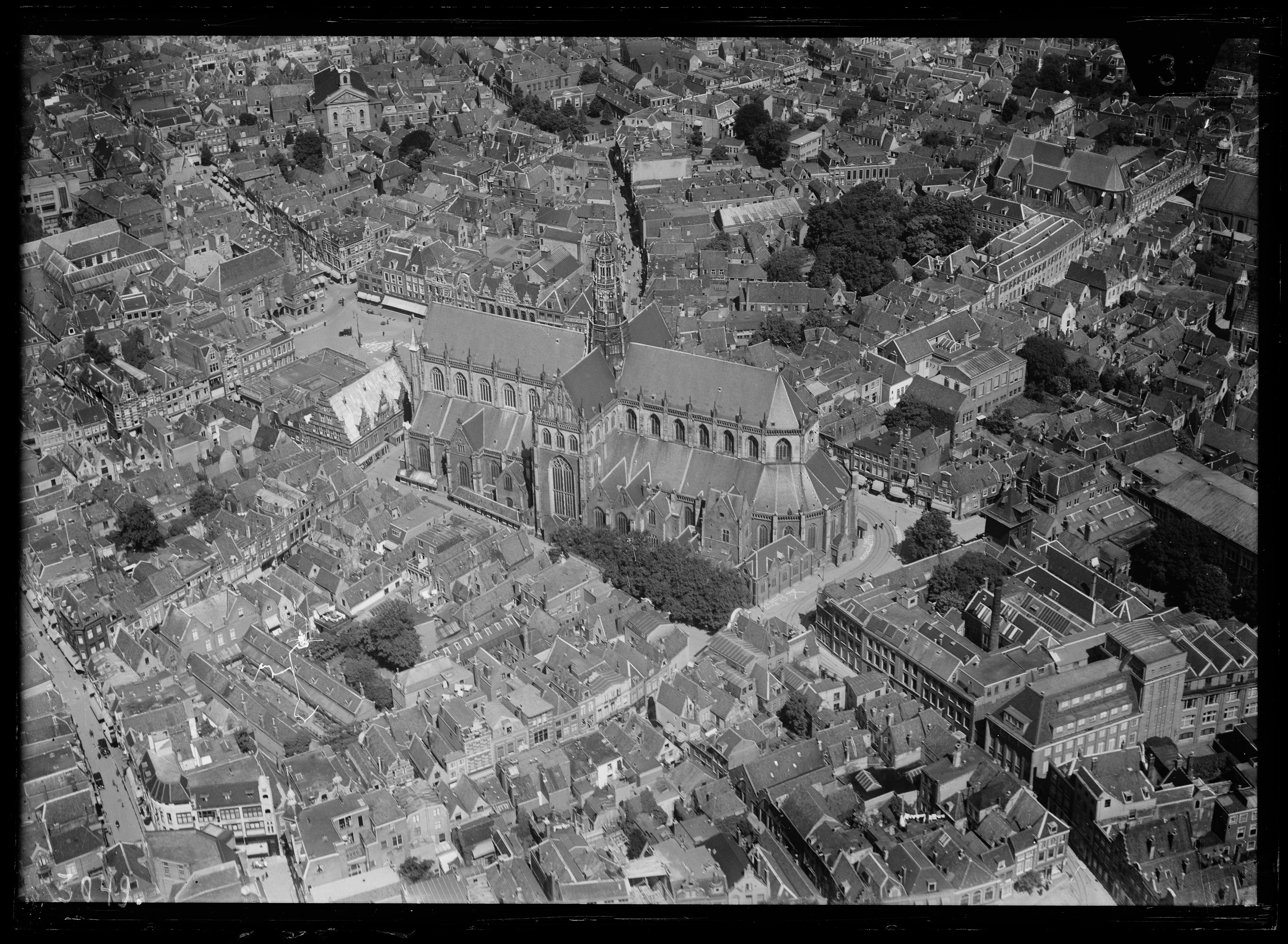
Luchtfoto (1920-1940), Nederlands Instituut voor Militaire Historie

Sinds 1853 werd door het herstel van de bisschoppelijke hiërarchie weer een bisdom in Haarlem gevestigd, het Bisdom Haarlem. In 2009 werd dat hernoemd tot Bisdom Haarlem-Amsterdam. Sinds 1930 heeft de stad ook weer een kathedraal, de kathedrale basiliek Sint Bavo.
De Sint-Bavokerk heeft een vereniging van vrienden. De Vereniging Vrienden van de Grote Kerk is opgericht in 1975. De vereniging beoogt het behoud en de restauratie van uit cultuurhistorisch oogpunt waardevolle objecten in de kerk.
Het spreekwoord 'de kogel is door de kerk' vindt mogelijk zijn oorsprong in een gebeurtenis in 1573 in de Sint-Bavokerk: tijdens het Beleg van Haarlem schoten de Spanjaarden een kogel door de kerk. Deze kogel was bedoeld voor de predikant, die werd beschouwd als een afvallige. De kogel miste zijn doel. De kogel is nog altijd te zien in de binnenmuur van de kerk.

## Begraven in de Sint-Bavokerk
- Jan Adriaanszoon Leeghwater (1575 - 1650), Nederlandse molenmaker en waterbouwkundige
- Jacobus Zaffius (1534-1618), geestelijke
- Jacob Matham (1571-1631), kopersnijder
- Cornelis Cornelisz. van Haarlem (1562-1638), schilder en tekenaar
- Salomon de Bray (1597-1664), schilder en architect
- Pieter Jansz. Saenredam (1597-1665), schilder en tekenaar
- Floris van Schooten (ca. 1585-1656), schilder
- Frans Hals (ca. 1583-1666), schilder
- Passchier de Fijne (1588-1667), predikant
- Cornelis Padbrué (ca. 1592-1670), componist
- Jacob van Oudenhoven (1601-1690), predikant en historicus
- Balthasar Coymans (1618-1690), slavenhandel en koopman
- Wouter Schouten (1638-1704), chirurgijn, schrijver van "Oost-Indische voyagie"
- Cornelis Alardus Oem (1698-1777), Haarlems notabele, lid van r.k. gilden; katholiek geworden, maar uit Dordts protestants regentengeslacht, bezitter van o.m. de voormalige hofstede 'Auspiciis et Telis' aan de huidige Biezenweg 66 te Santpoort-Noord. Graf 198, Grote Kerk, Haarlem.
- Pieter Teyler van der Hulst (1702-1778), laken- en zijdekoopman, bankier en filantroop
- Christiaan Brunings (1736-1805), waterbouwkundige en grondlegger van Rijkswaterstaat
- Cornelis van Lennep (1751-1813), politicus; ligt samen met zijn dochter Sara Henriëtta Margareta (1792-1813) in één graf
- Willem Bilderdijk (1756-1831), geschiedkundige, taalkundige, dichter en advocaat

## Glas-in-loodramen

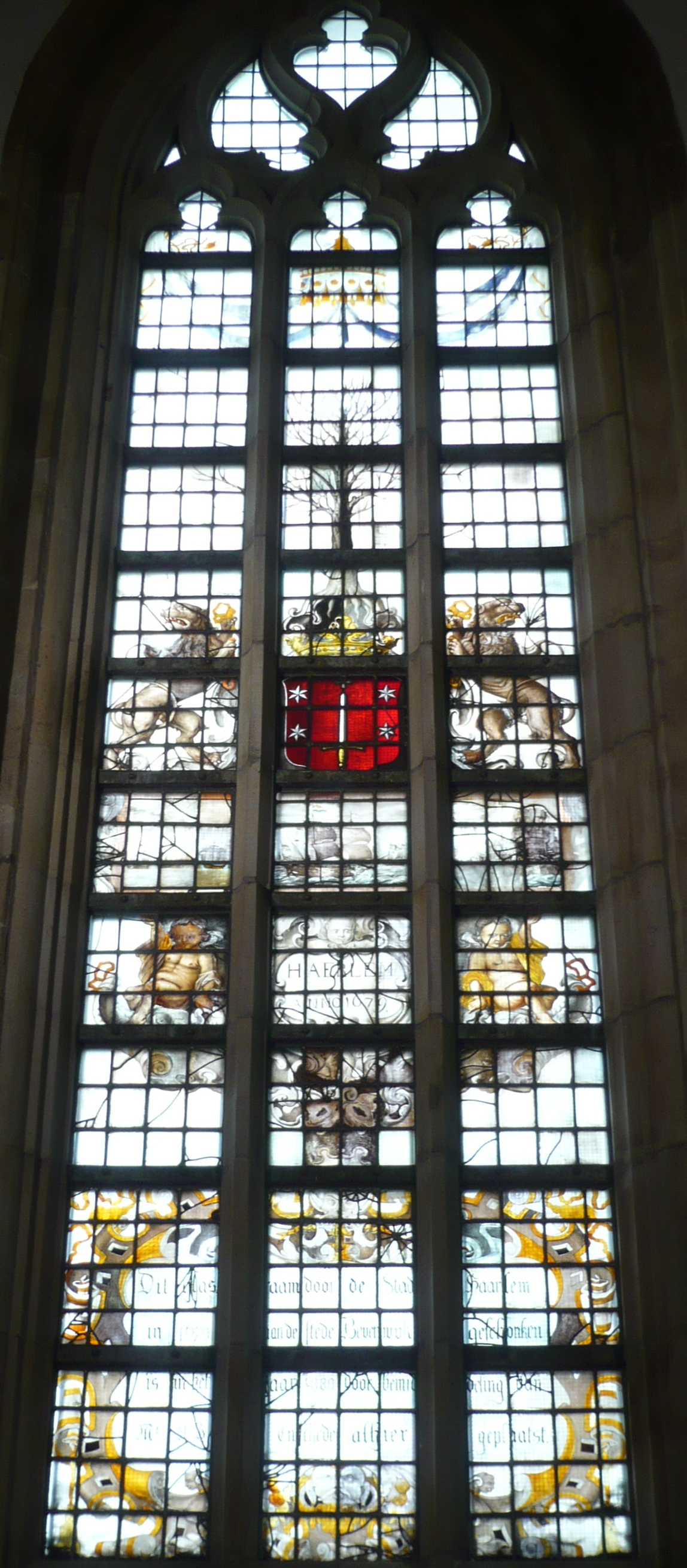
Beverwijkraam met Damiate-legende
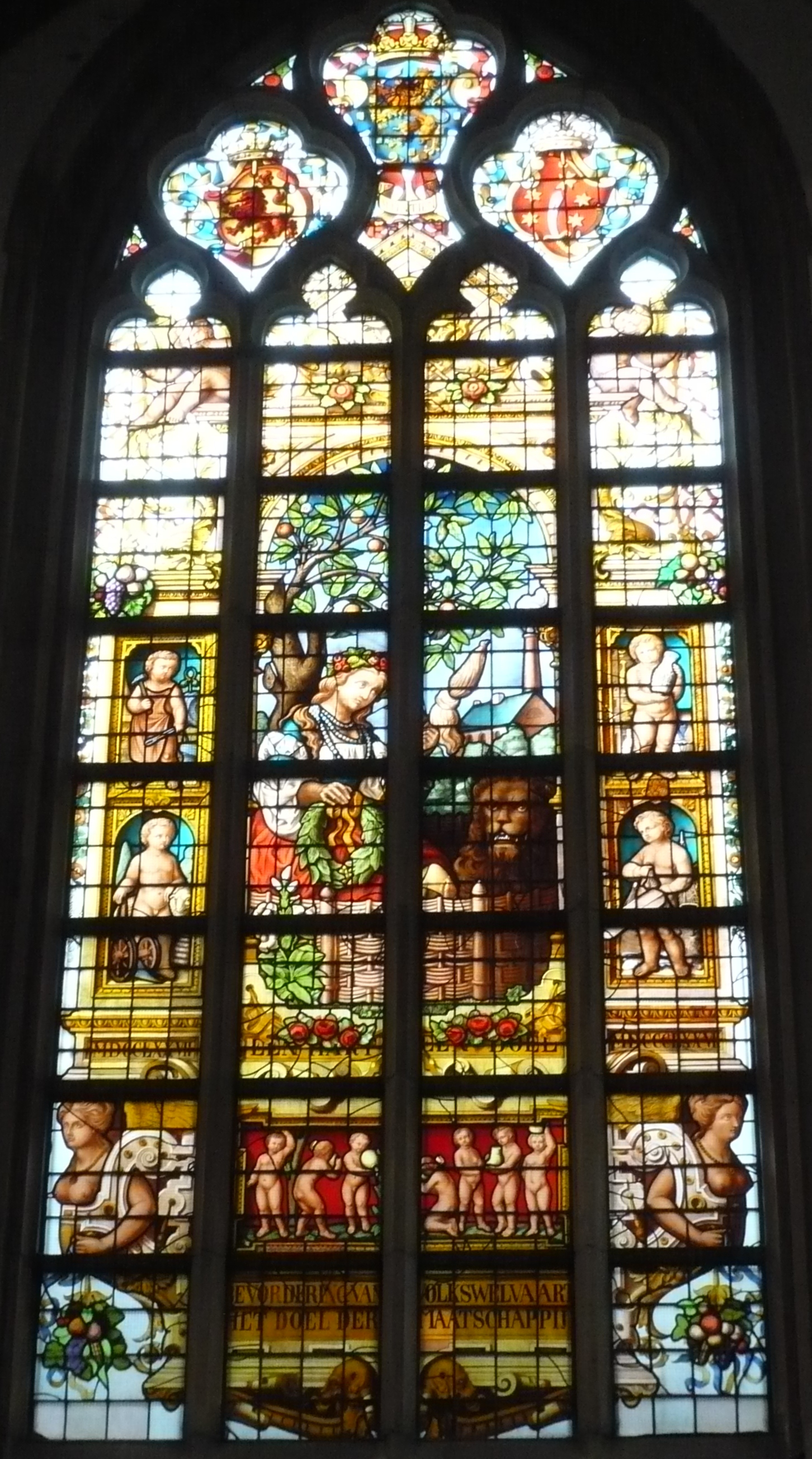
Raam geschonken door de Nederlandsche Maatschappij voor Nijverheid en Handel (1877)
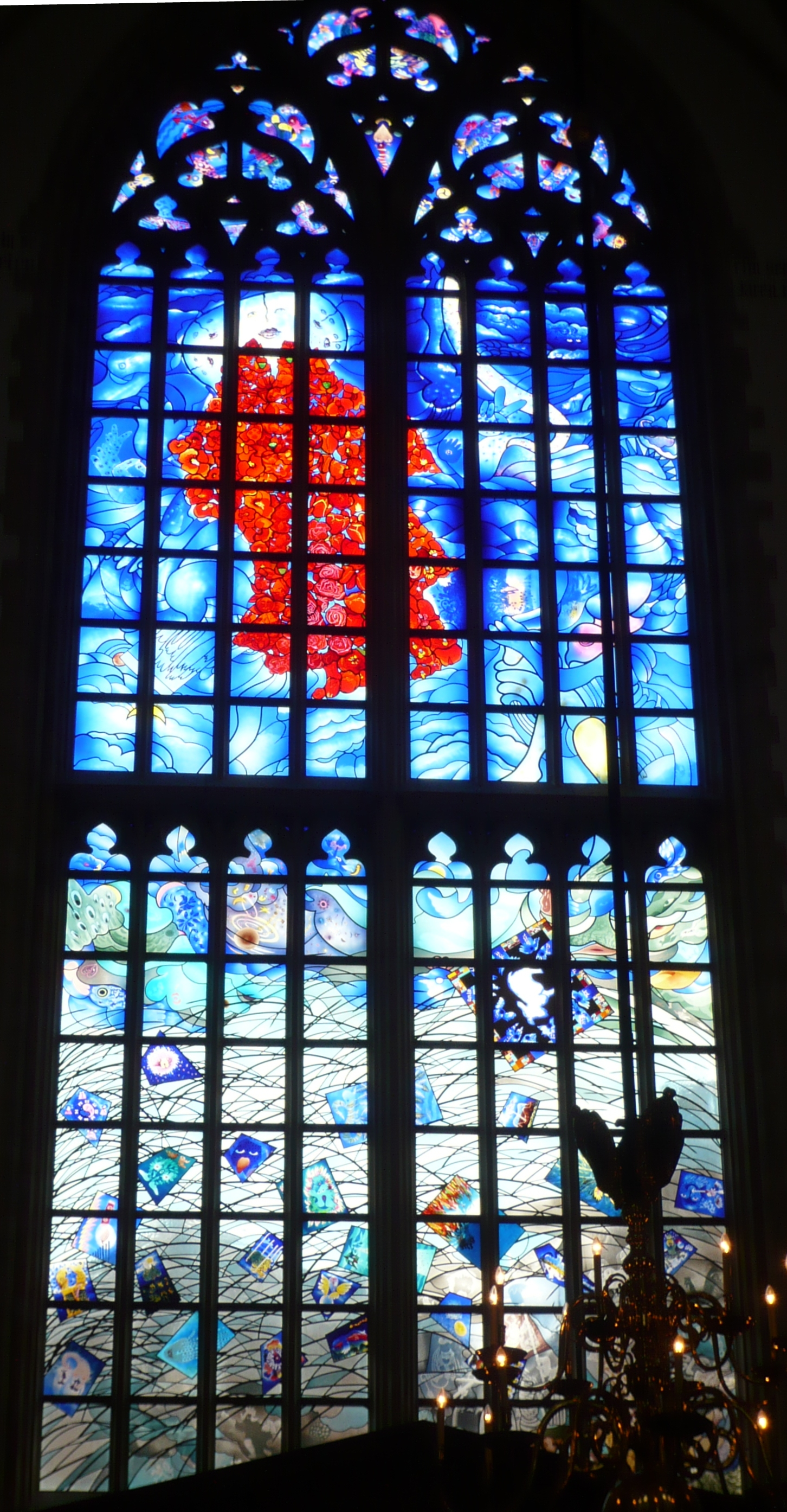
Vrede en verdraagzaamheid, door Michel van Overbeeke (2008)
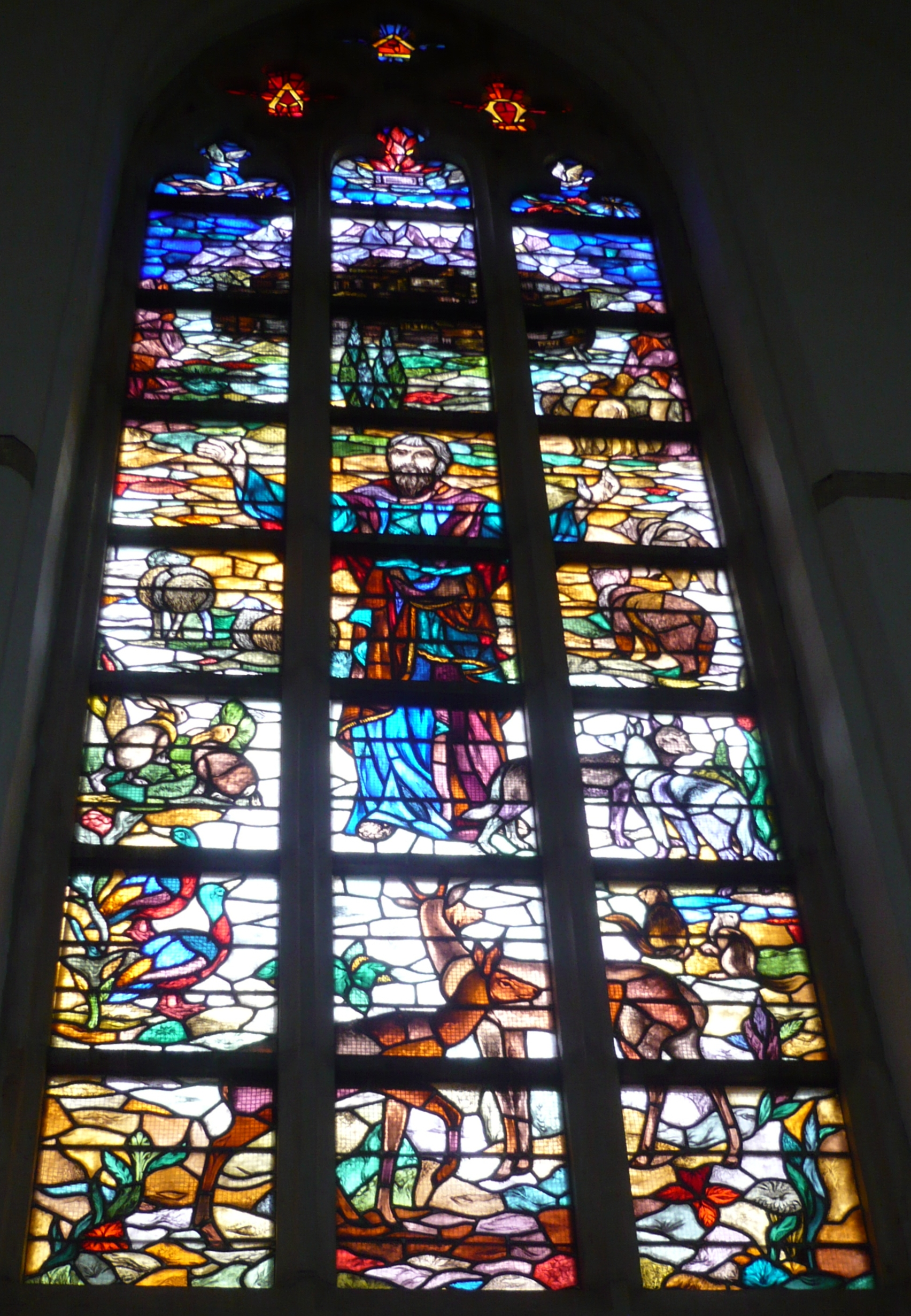
Noach, door Louis Boermeester (1985)
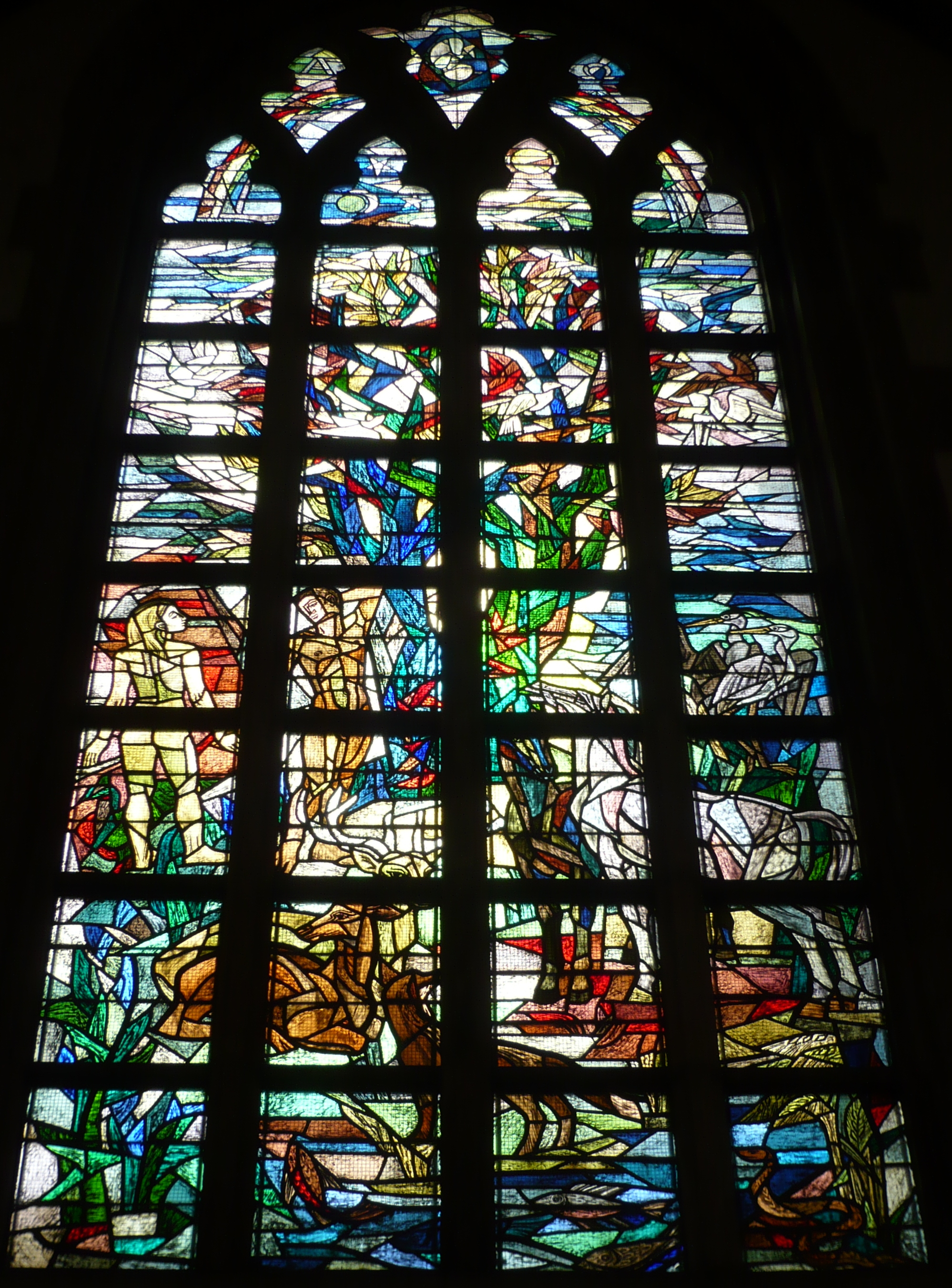
Paradijs, door Gunhild Kristensen (1957)